# Universitat Independent de Kigali

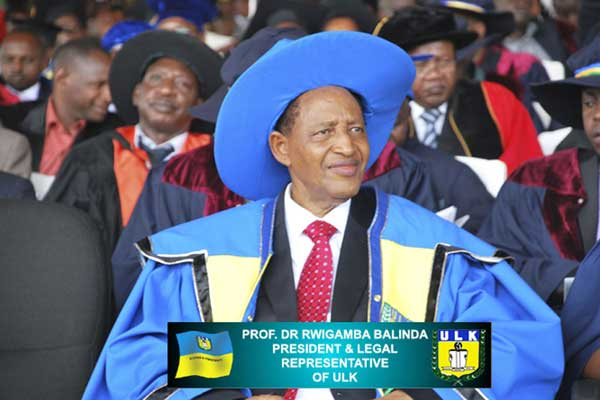
Fundador i propietari de l'ULK

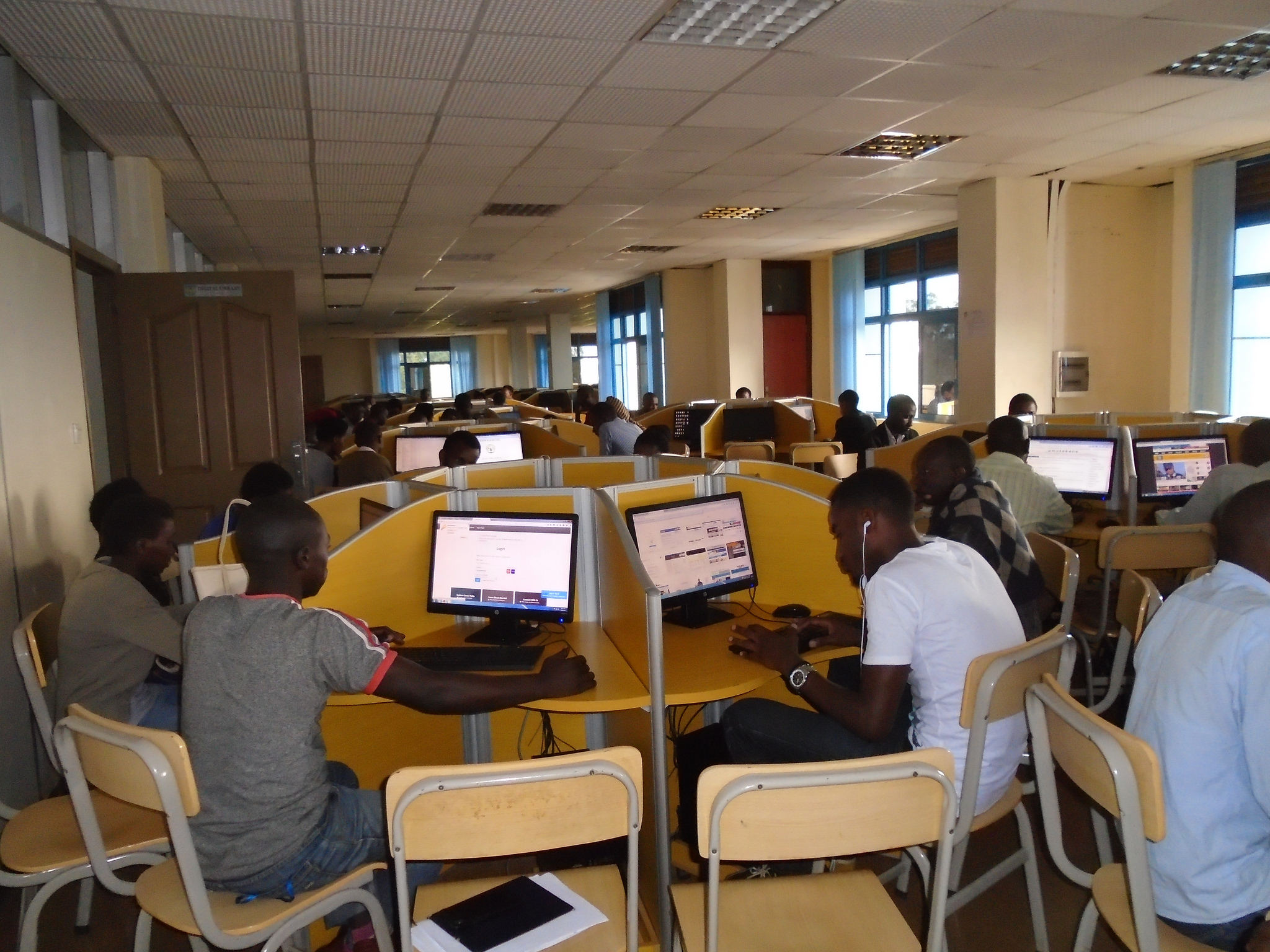
Biblioteca digital de l'ULK

La Universitat Independent de Kigali (francès Université Libre de Kigali, ULK) a Ruanda, és una institució privada d'Ensenyament superior fundada el 15 de març de 1996 i regida per la Llei núm. 27/2013, de 24/5/2013, que regula l'organització i el funcionament de l'educació superior a Ruanda, la Llei núm. 13/2009 reguladora del treball a Ruanda, l'Ordre presidencial 51/01 de 13/7/2010 que estableix estàndards de qualitat en institucions d'ensenyament superior.

## Antecedents històrics
La Universitat Independent de Kigali es va crear el 1996 per l'Association Rwandaise pour la Promotion de l'Éducation et de la Culture (ARPEC), després del genocidi ruandès que va tenir lloc el 1994. El Prof. Rwigamba Balinda és el fundador i propietari de la Universitat. ULK va començar les seves activitats des dels edificis de Saint Paul. Després dels edificis de Saint Paul, l'ULK va construir el seu primer campus a Kacyiru, actualment aquests edificis acullen l'escola secundària "Glory Secondary School". El 2007, totes les activitats administratives i docents del campus ULK Kigali es van traslladar a la nova seu del sector de Gisozi.

## Infraestructura
Des de gener de 2007, totes les facultats i administracions del campus ULK Kigali operen a les noves instal·lacions del campus de Gisozi.

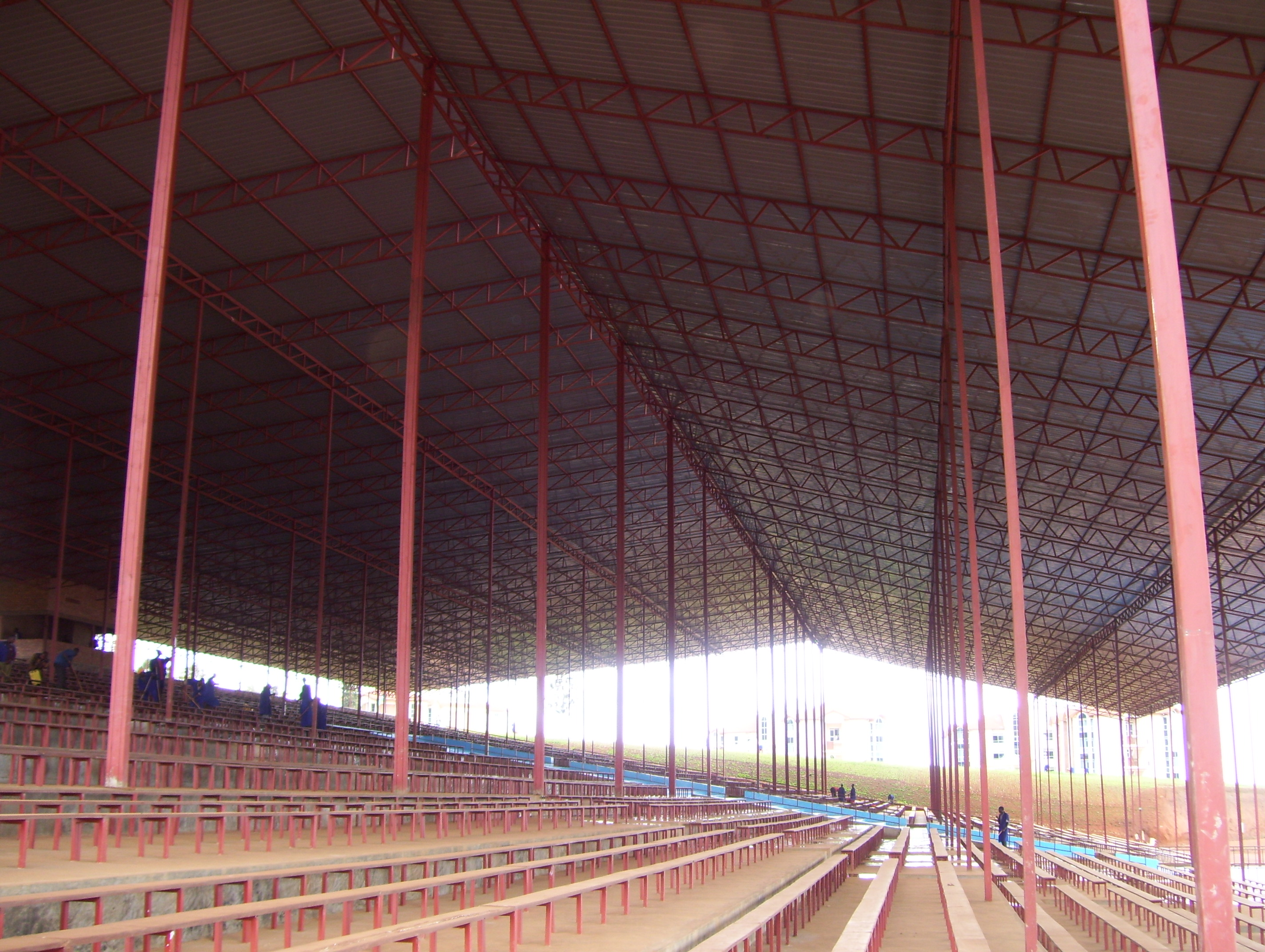
14,000 places

Té un gran estadi amb gairebé 14.000 places. Per al curs acadèmic 2012-2013, ULK havia adquirit 3.520 nous llibres. Els llibres totals de la biblioteca física compten amb 66.200 títols i una biblioteca digital amb 500 ordinadors nous que tenen accés a diferents editors de llibres electrònics i revistes electròniques, amb un total de 1.170 ordinadors per a tots els laboratoris d'informàtica de la ULK, així com sis generadors incloent quatre de 200 KVA; 22 vehicles; etc.

## Composició
La Universitat Independent de Kigali és constituïda per quatre facultats:
- Facultat d'Economia i de comerç
- Facultat de ciències socials
- Facultat de Dret
- Facultats de ciències i tecnologies
- Politècniques